# Le Festin des dieux (Bellini et Titien)
Pour les articles homonymes, voir Le Festin des dieux.
Le Festin des dieux (en italien, Festino degli dei) est peinture à l'huile sur toile (170 × 188 cm) commencée par Giovanni Bellini en 1514, retouchée dans le paysage par Dosso Dossi et achevée par Titien en 1529. C'est l'une des rares peintures mythologiques de l'artiste vénitien et sa dernière œuvre majeure. Commandée par Alphonse Ier d'Este, elle est conservée depuis 1942 à la National Gallery of Art, à Washington, qui la qualifie de « l'un des plus grands tableaux de la Renaissance aux États-Unis » et dont elle constitue un des chefs-d'œuvre, exposée dans une salle spéciale.
Le tableau représente les dieux de la mythologie gréco-romaine festoyant, la première représentation majeure du sujet du « Festin des dieux » dans l'art de la Renaissance, qui devait rester d'actualité jusqu'à la fin du maniérisme nordique, plus d'un siècle plus tard. Il présente plusieurs similitudes avec un autre traitement, beaucoup moins sophistiqué, les Noces de Thétis et Pelée peint par l'artiste florentin Bartolomeo di Giovanni dans les années 1490, aujourd'hui conservé au musée du Louvre.

## Histoire

### Contacts avec Isabelle d'Este
Il est couramment admis que Bellini n'aimait pas réaliser des peintures mythologiques. Il semblerait qu'il manquait simplement d'opportunités, étant donné que la majorité de ses clients rejetaient ces sujets. Son amitié avec des humanistes comme Pietro Bembo ou Leonico Tomeo prouverait au contraire son grand intérêt pour le monde classique.
Cependant, même Pietro Bembo ne réussit pas à convaincre l'artiste d'accéder au désir d'Isabelle d'Este d'obtenir du peintre une « histoire » pour son studiolo, malgré la recommandation « de garder Bellino bien disposé et de composer la poésie à sa satisfaction ». Elle dût se contenter d'une Nativité à un prix inférieur à celui qu'elle avait proposé pour une « histoire ».

### Alphonse Ier

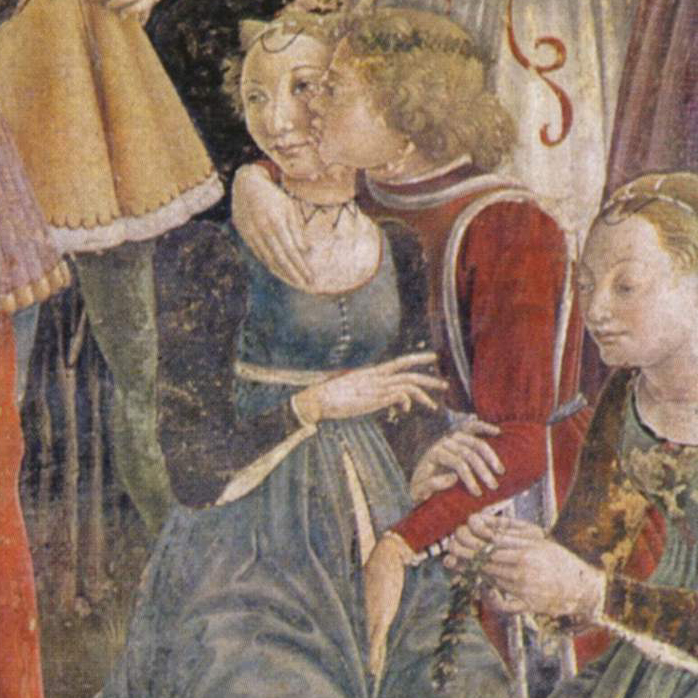
Francesco del Cossa, détail d'Avril avec Neptune insérant une main entre les cuisses de Cybèle, vers 1470, Palazzo Schifanoia, Ferrare.

On ignore pourquoi Bellini accepte la commande du duc de Ferrare, Alphonse Ier, frère de la marquise, pour un tableau à sujet mythologique devant être installé dans la « chambre d'albâtre » qu'il envisage de construire au château d'Este, à Ferrare.
Le Festin des dieux, basé sur un récit d'Ovide, est le premier tableau d'un cycle de peintures, toutes des œuvres majeures sur des sujets mythologiques, commandées par Alphonse pour son camerino, après avoir attendu en vain des tableaux de Fra Bartolomeo et Raphaël, et avoir obtenu à la place un tableau de Dosso Dossi, peintre de la cour de Ferrare. Les sujets sont choisis en 1511 par l'humaniste Mario Equicola, qui travaille alors pour Isabelle d'Este ; des instructions comprenant apparemment quelques croquis sont envoyées aux artistes,. Les commandes ultérieures comprennent quatre grands Titien (l'un d'eux est aujourd'hui perdu) et dix œuvres plus petites de Dosso Dossi, probablement placées au-dessus d'eux. Les trois Titien survivants peints pour la chambre d'albâtre sont Bacchus et Ariane (National Gallery, Londres), La Bacchanale des Andriens et L'Offrande à Vénus (tous deux au musée du Prado, Madrid).
Le résultat ne satisfait pas le client ; l'artiste intervient à plusieurs reprises sur le tableau une fois l'œuvre terminée, se rendant en personne à Ferrare pour surveiller de près son installation. Il apporte quelques modifications, découvrant les seins de certaines figures féminines à droite, puis, toujours dans le but de rendre le tableau plus « orgiaque à la Titien », il ajoute quelques détails. À l'occasion de ce voyage, Bellini voit probablement la fresque du Mois d'Avril de Francesco del Cossa (vers 1470) dans la salle des Mois du Palazzo Schifanoia : le geste de Neptune insérant une main entre les cuisses de Cybèle est une citation explicite de la fresque de Ferrare.

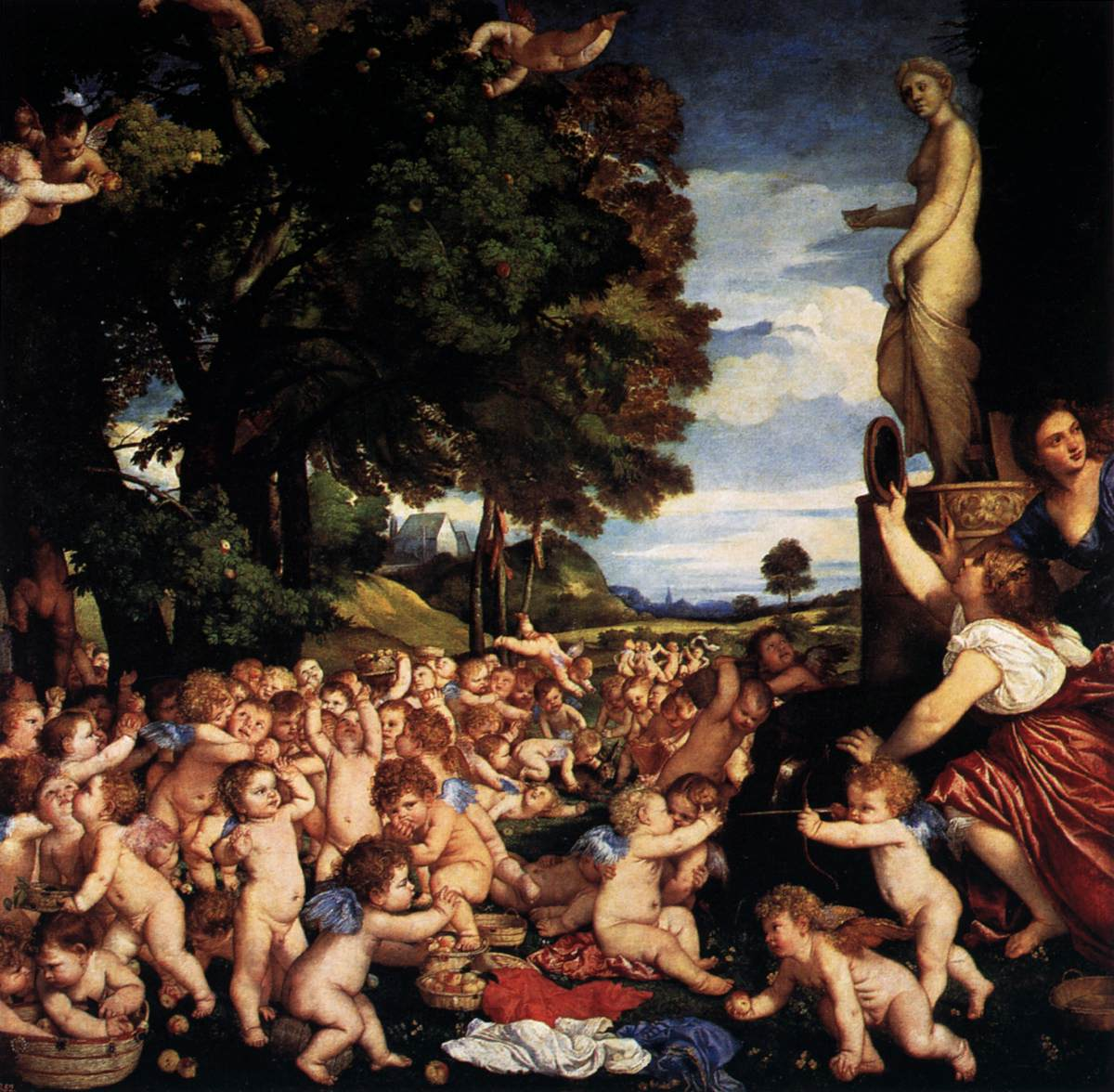
Titien, L'Offrande à Vénus, 1516-1518, musée du Prado, Madrid.
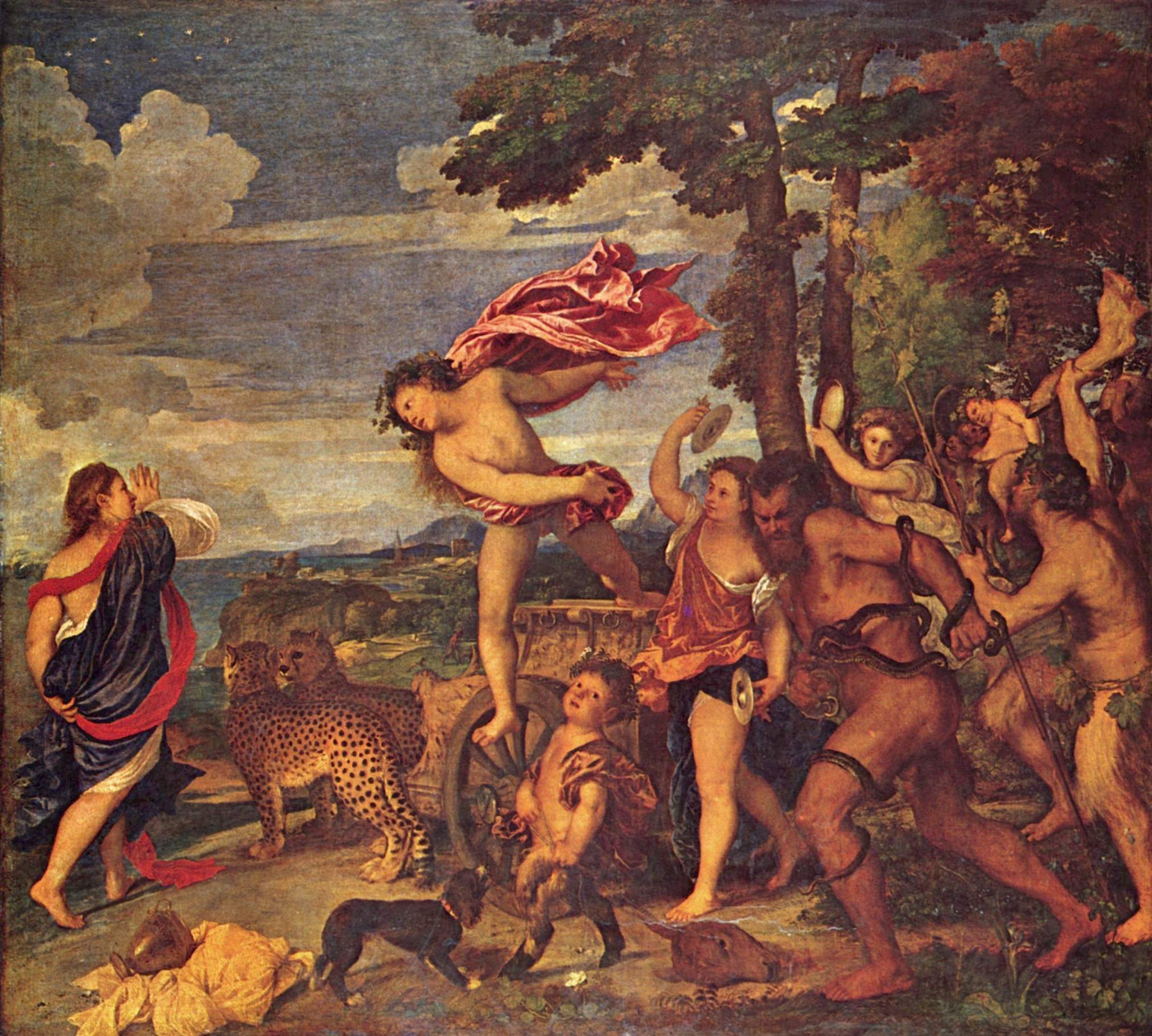
Titien, Bacchus et Ariane, 1520-1523, National Gallery, Londres.
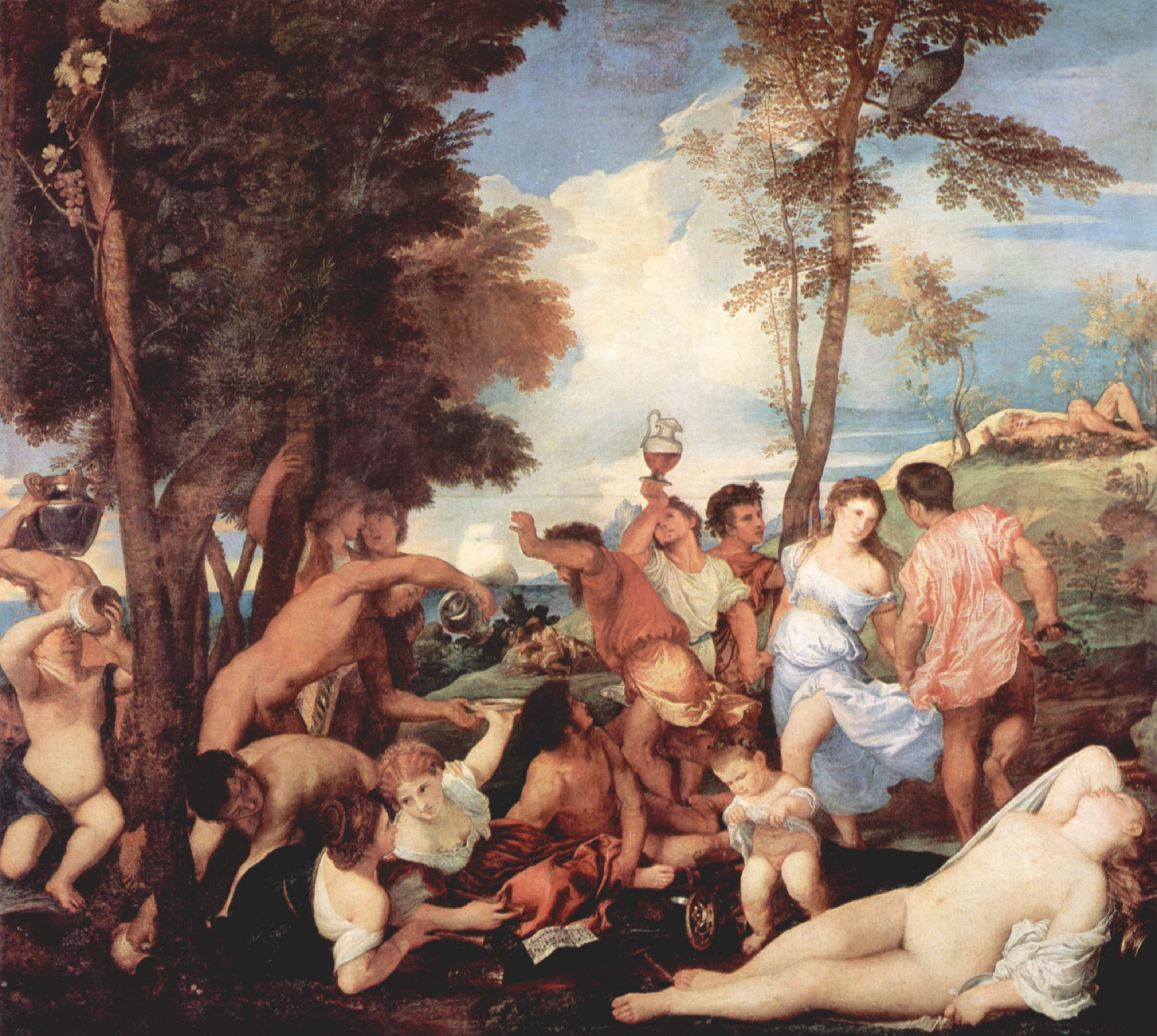
Titien, La Bacchanale des Andriens, 1522-1524, musée du Prado, Madrid.

### Désaccords sur la date de début de l'ouvrage

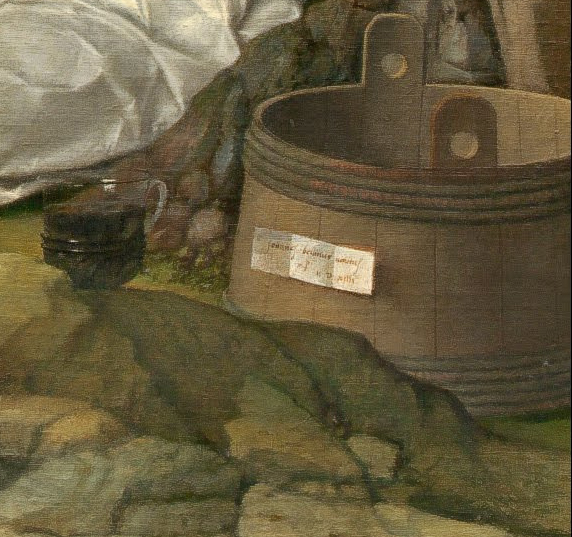
Cartellino portant la date et la signature, accroché sur le baquet.

Le tableau est signé par une inscription en cartellino attaché au baquet en bas à droite : « joannes bellinus venetus / p MDXIIII » (« Giovanni Bellini de Venise, peint en 1514 »). En outre, le document de paiement du solde de 85 ducats que le chancelier ducal de la maison d'Este règle au peintre le 14 novembre 1514 est authentifié.
Malgré cela, les chercheurs adoptent des positions différentes concernant la date de début de l'œuvre : Edgar Wind (1948), par exemple, soutient que le tableau aurait pu être commencé quelques années plus tôt pour Isabelle d'Este, en prenant les informations fournies par Bembo à la marquise en 1505 comme signe du début d'une collaboration, qui est ensuite suspendue pour des raisons inconnues. Anna Pallucchini (qui propose 1509), Arslan, Terisio Pignatti et Stefano Bottari sont également en faveur de cette thèse, qui rejoint certaines notations stylistiques déjà notées par Giorgio Vasari (une certaine rigidité « pointue » dans la draperie, dérivée de l'exemple d'Albrecht Dürer), en référence aux années immédiatement précédentes, après 1505-1506 : ces deux dernières années sont la première hypothèse quant à la genèse de l'œuvre, soutenue par Maurizio Bonicatti, qui ne s'est pas non plus prononcé sur l'hypothèse liée à la commission d'Isabelle d'Este.
Des hypothèses plus récentes, bien qu'elles constatent des différences stylistiques entre certaines draperies et un premier plan pierreux par rapport aux autres formes de mélange épais et caractérisées par une application tonaliste de la couleur, tendent à écarter la possibilité d'une suspension de quelques années entre le début et conclusion de l'ouvrage, aussi parce que le sujet semble lié aux nouveaux thèmes pastoraux et profanes de Giorgione, peu compatible avec une datation trop précoce.

### Retouches

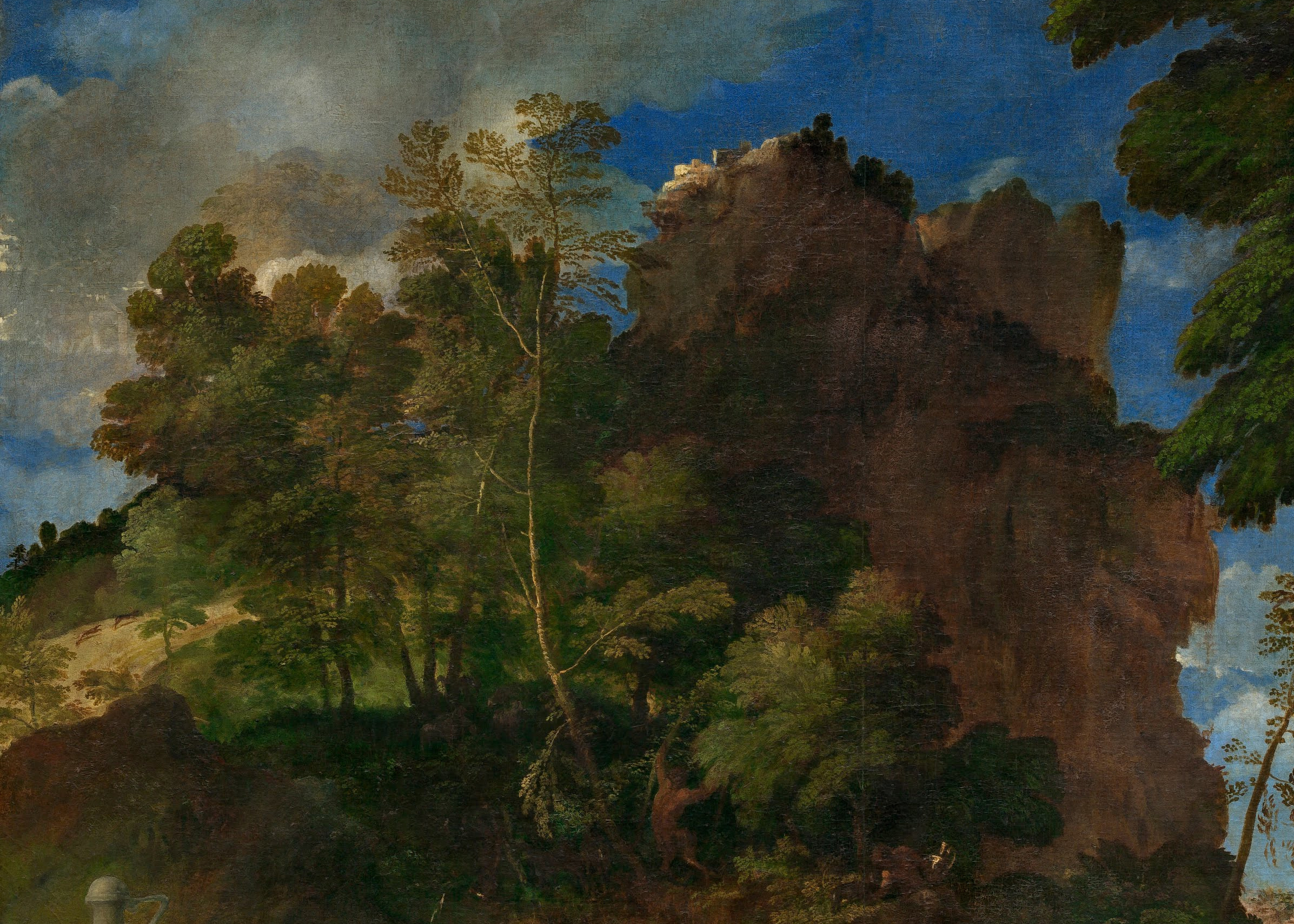
Détail du paysage vers la gauche.

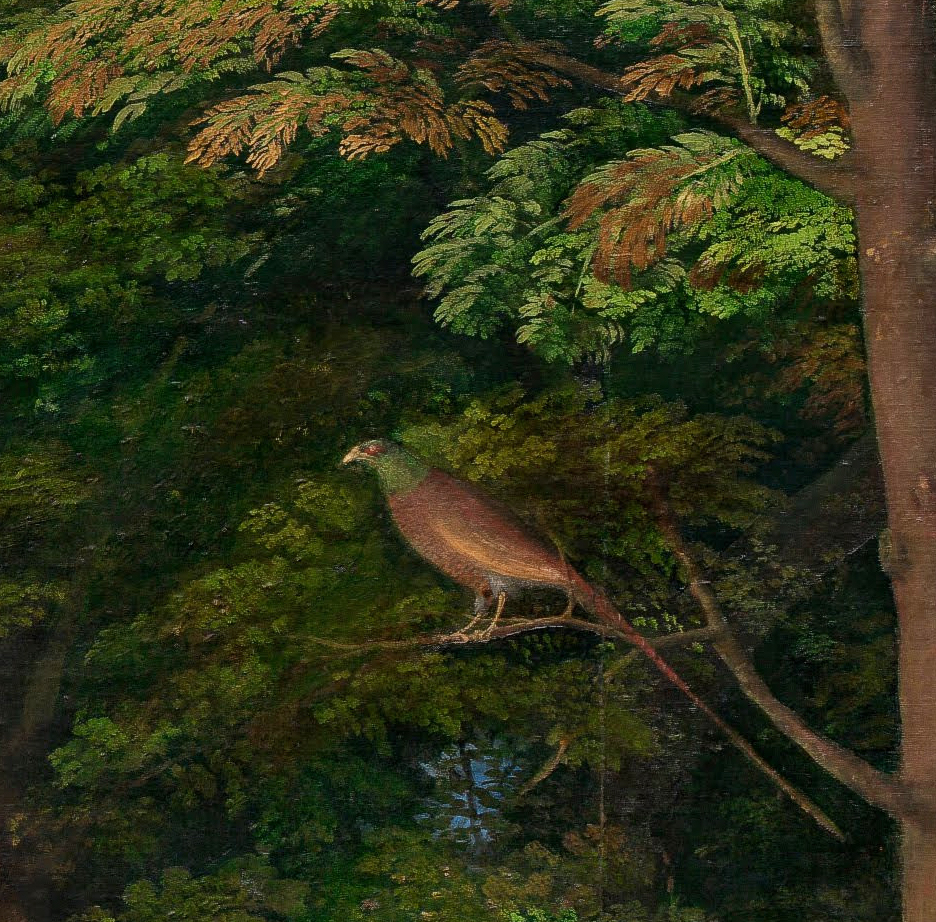
Détail du faisan qui a pu être par peint par Alphonse Ier d'Este.

Vasari témoigne comment Titien intervient par la suite sur le tableau de Bellini, puisqu'il n'est pas terminé. Les investigations infrarouges réalisées en 1956 ont permis de préciser qu'il existe en réalité trois esquisses différentes sur le tableau : une première, originale de Bellini, et deux retouches peu après, l'une attribuable à Dosso Dossi et l'autre à Titien, toutes concernant essentiellement le paysage boisé. Bellini a en effet peint un paysage lumineux, avec quelques arbres clairsemés au feuillage clair, qui ont d'abord été recouverts par des arbres plus touffus et plus feuillus et, dans l'ouverture de gauche, par un paysage avec des maisons et des ruines lors de la première repeinture, et par un éperon rocheux sur un ciel remplis de nuages dans la deuxième et dernière. Certains personnages voient également leurs gestes ou leurs vêtements modifiés, ou leurs attributs mis en évidence pour faciliter leur identification : Neptune reçoit le trident, Apollon la lyre, etc. Il apparaît clairement que ces interventions visent à adapter l'œuvre aux œuvres ultérieures placées dans la chambre d'albâtre .
Il a été suggéré que Bellini avait effectué une première série de modifications avant ou peu après 1514 pour rendre le tableau plus compatible avec le texte original d'Ovide, après avoir travaillé auparavant à partir d'une version italienne d'Ovidio volgarizzato, et qu'à ce stade Bellini avait changé la plupart des personnages en dieux plutôt qu'en gens de Thèbes, leur attribuant des attributs et des décolletés plus bas pour les femmes. Mais cette vision était basée sur une mauvaise compréhension des premières radiographies prises en 1956. On pense maintenant que les figures sont telles qu'elles ont été peintes à l'origine par Bellini .
Bellini meurt en 1516, peu de temps après avoir terminé le tableau ; quelques années plus tard, Dosso Dossi et peut-être Titien modifient le paysage de gauche pour le faire correspondre à sa Bacchanale des Andriens (1518-1523), également dans le Camerino , en ajoutant la colline rocheuse derrière les personnages et le feuillage plus clair sur un arbre à droite. Lors d'une refonte plus approfondie réalisée vers 1529, Titien ajoute davantage de paysage, repeignant par-dessus les modifications antérieures. Mais tout le travail sur les figures reste de Bellini,,.
Un faisan dans un arbre à droite, au-dessus de Priape, a peut-être été peint par Alphonse Ier, lui-même peintre amateur.
Selon Shapley, deux dernières corrections plus grossières, le bras gauche de Cybèle et le bras droit de Neptune, sont plutôt à rapporter à un quatrième peintre moins doué.

### Événements ultérieurs
Les peintures restent dans la salle pour laquelle elles ont été peintes jusqu'en 1598, date à laquelle elles sont confisquées et emmenées à Rome par le légat du pape Clément VIII, le cardinal Ippolito Aldobrandini (1594-1638), une fois le duché de Ferrare passé sous la domination des États pontificaux. Le groupe est séparé en 1623. Le tableau reste la propriété de la famille Aldobrandini jusqu'en 1796-1797, date à laquelle il est vendu à Vincenzo Camuccini ; son neveu, Giovanni Battista, le vend à l'étranger en 1855.
Il rejoint les collections d'Algernon Percy (4e duc de Northumberland) au château d'Alnwick, Northumberland, Angleterre, et passe à ses héritiers jusqu'à ce qu'il soit revendu en 1916 par Henry Percy (7e duc de Northumberland) au marchand londonien Thomas Agnew & Sons, qui le vend à son tour en 1922 à Peter AB Widener, un magnat américain dont les collections sont ensuite données au musée américain récemment créé en 1942 .
Il est exposé en 1856 à la British Institution de Londres sous le nom The Gods feasting on the Fruits of the Earth (Les Dieux se régalant des fruits de la terre). Depuis son arrivée à Washington, l'œuvre a voyagé à Venise en 1990, à Londres et à Madrid en 2003 (réunissant les quatre grandes œuvres du cycle, avec trois œuvres de Dossi), et à Vienne en 2006,.

## Sujet

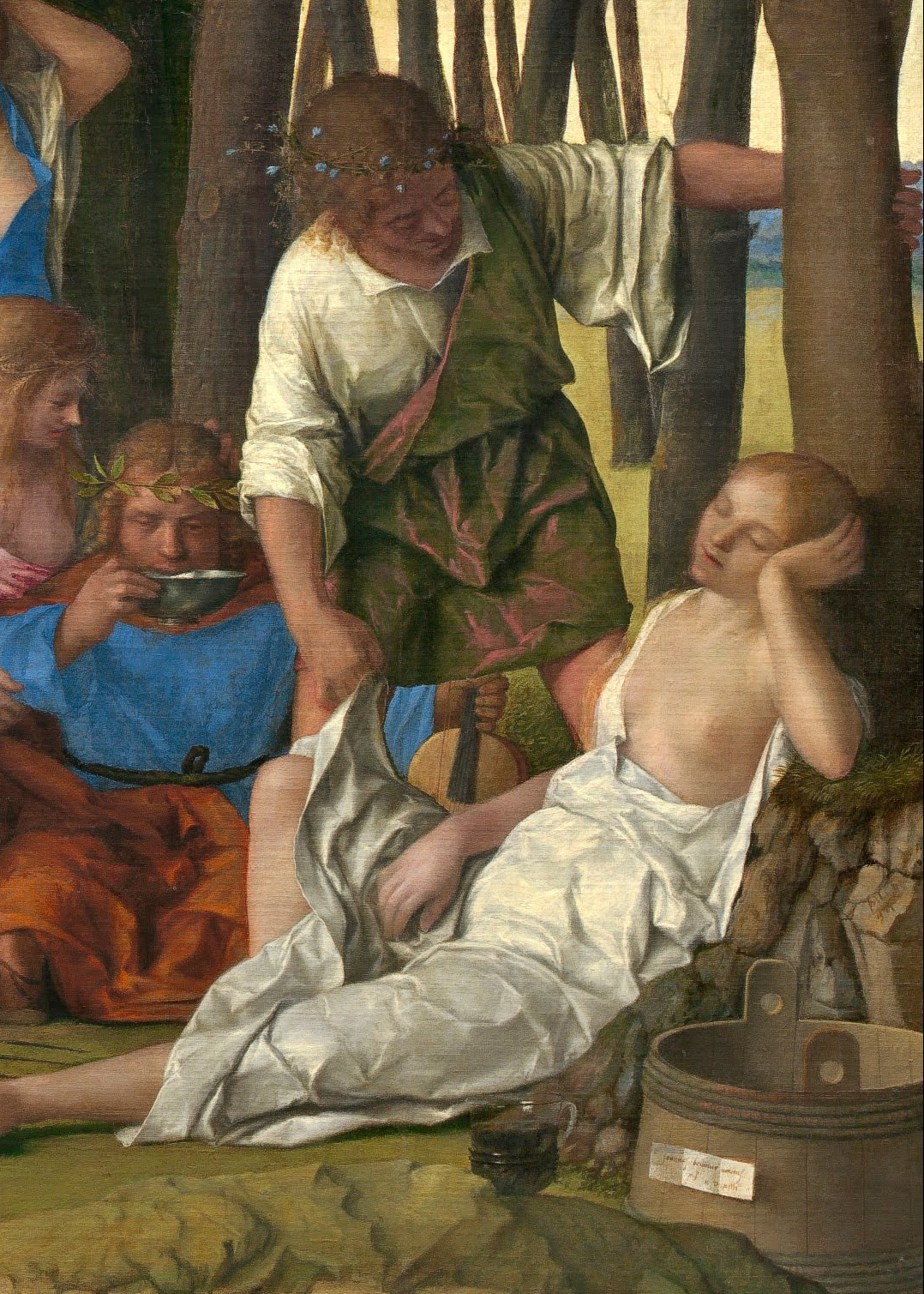
Détail, Priape et Lotis.

Selon les interprétations récentes, l'épisode serait tiré des Fastes d'Ovide et raconterait la tentative de viol de Lotis par le difforme Priape. Lotis est une nymphe mentionnée par Ovide, fille de Neptune ou de Nérée. Lors d'une fête en l'honneur de Liber Pater à laquelle elle assiste, le demi-dieu, profitant de la torpeur générée par le vin, tente de la posséder dans son sommeil ; Lotis est réveillée par le braiment soudain de l'âne de Silène et s'enfuit, laissant Priape dans l'embarras tandis que tout le monde se réveille également et prend conscience de ses intentions.
L'histoire est montrée dans le bas de la composition, d'une manière quelque peu peu dramatique, probablement peu de temps avant l'incident clé, avec Silène et son âne à gauche et Priape et Lotis à droite (et tout le monde, sauf Lotis, déjà bien éveillé). Le sujet avait été représenté dans la première édition illustrée d' Ovide en italien, publiée à Venise en 1497. Une autre représentation de ce sujet rare présente une pose très similaire pour Lotis dans une gravure vénitienne de 1510, mais met beaucoup plus l'accent sur la nature érotique de l'histoire, y compris le pénis surdimensionné de Priape, ici seulement un indice sous la draperie,,.
Une autre suggestion est que le couple au centre, l'homme avec sa main entre les cuisses de la femme, est un couple de mariés, comme le montrent leur intimité et le coing que la femme tient, un fruit recommandé aux mariées pour augmenter leur appétit sexuel. S'il est toujours Neptune, cela ferait d'elle Amphitrite.

## Description
Les dieux sont réunis dans un banquet olympique, long et épuisant qui a duré toute la nuit. Vers l'aube, tandis que certains sont accablés par le sommeil, épuisés par le vin et les libations, Priape, au centre, peut prendre quelques libertés, avec le la main droite dans l'intimité de Cybèle, la gauche dans le bas du dos de Cérès ; çà et là, des satyres sont occupés à servir, tandis qu'à gauche se trouvent Silène, avec l'âne, et le jeune Bacchus, qui remplit une cruche au tonneau. Bacchus se retrouve également dans un autre tableau de Bellini de cette période, Bacchus enfant, dans le même musée américain. Parmi les figures bien reconnaissables, au centre et au premier plan, Mercure est mollement allongé : sa posture est  parfois interprétée comme une anticipation de la Danaé du Titien (1545).
Le faisan dans l'arbre, symbole de promiscuité et de charlatanisme, donc de trahison qui fait découvrir le secret, serait une allusion à la ruse découverte. L'instant suspendu précédant immédiatement la découverte serait représenté, un instantané raffiné pris avant la tempête .
Les figures représentées sont généralement considérées comme étant (de gauche à droite) : un satyre, Silène avec son âne, son pupille Bacchus enfant, Silvain (ou Faunus), Mercure avec son caducée et son casque, un satyre, Jupiter, une nymphe servant, Cybèle, Pan, Neptune, deux nymphes debout, Cérès, Apollon, Priape, Lotis,. Certaines des figures peuvent être des portraits de personnes de la cour de Ferrare, notamment d'Alphonse Ier et de sa femme Lucrèce Borgia.

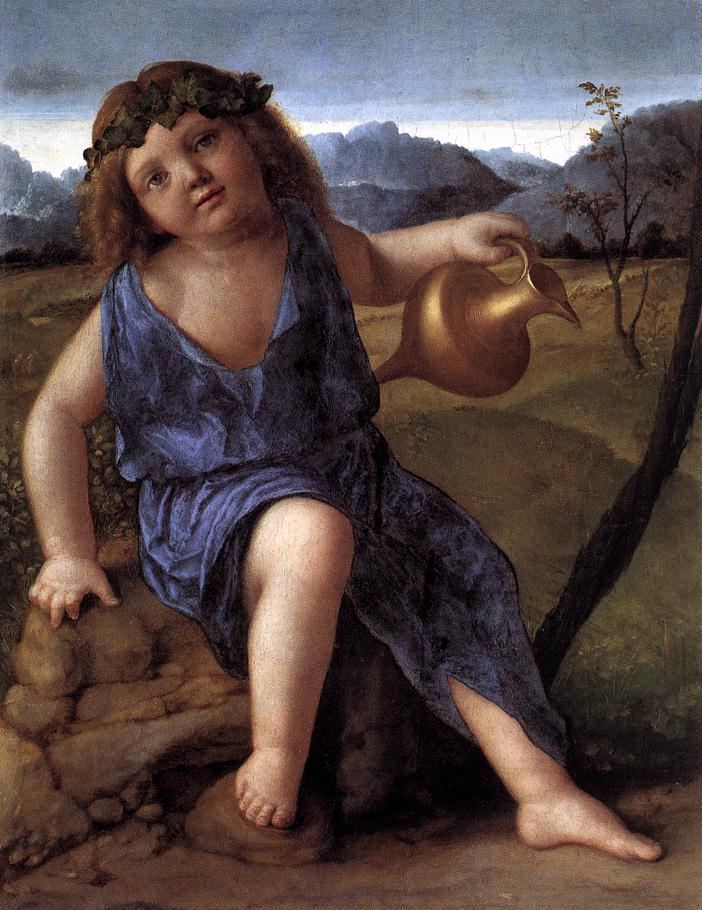
Giovanni Bellini, Bacchus enfant, vers 1505-1510, National Gallery of Art, Washington
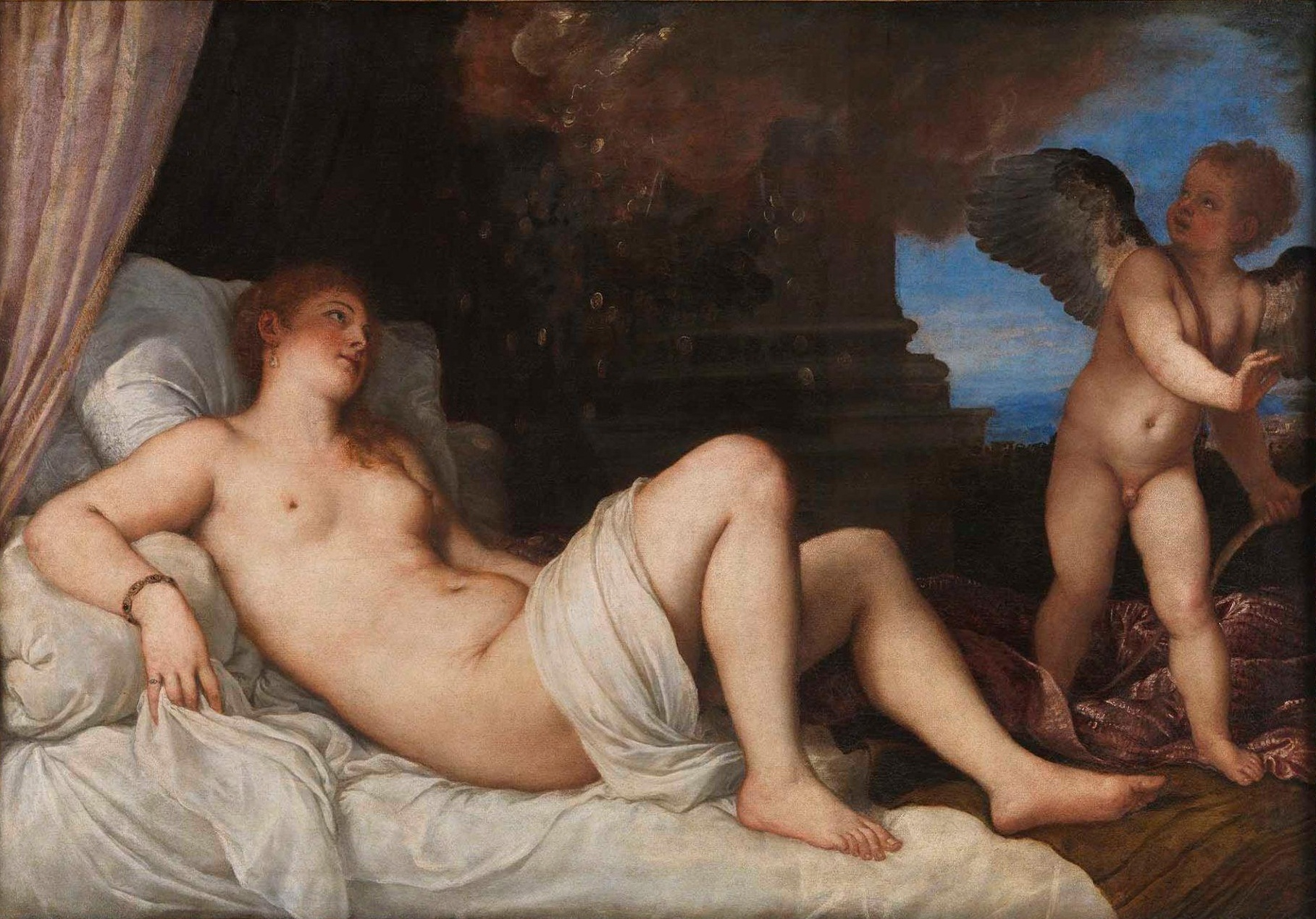
Titien, Danaé, 1545, musée de Capodimonte, Naples

## Analyse

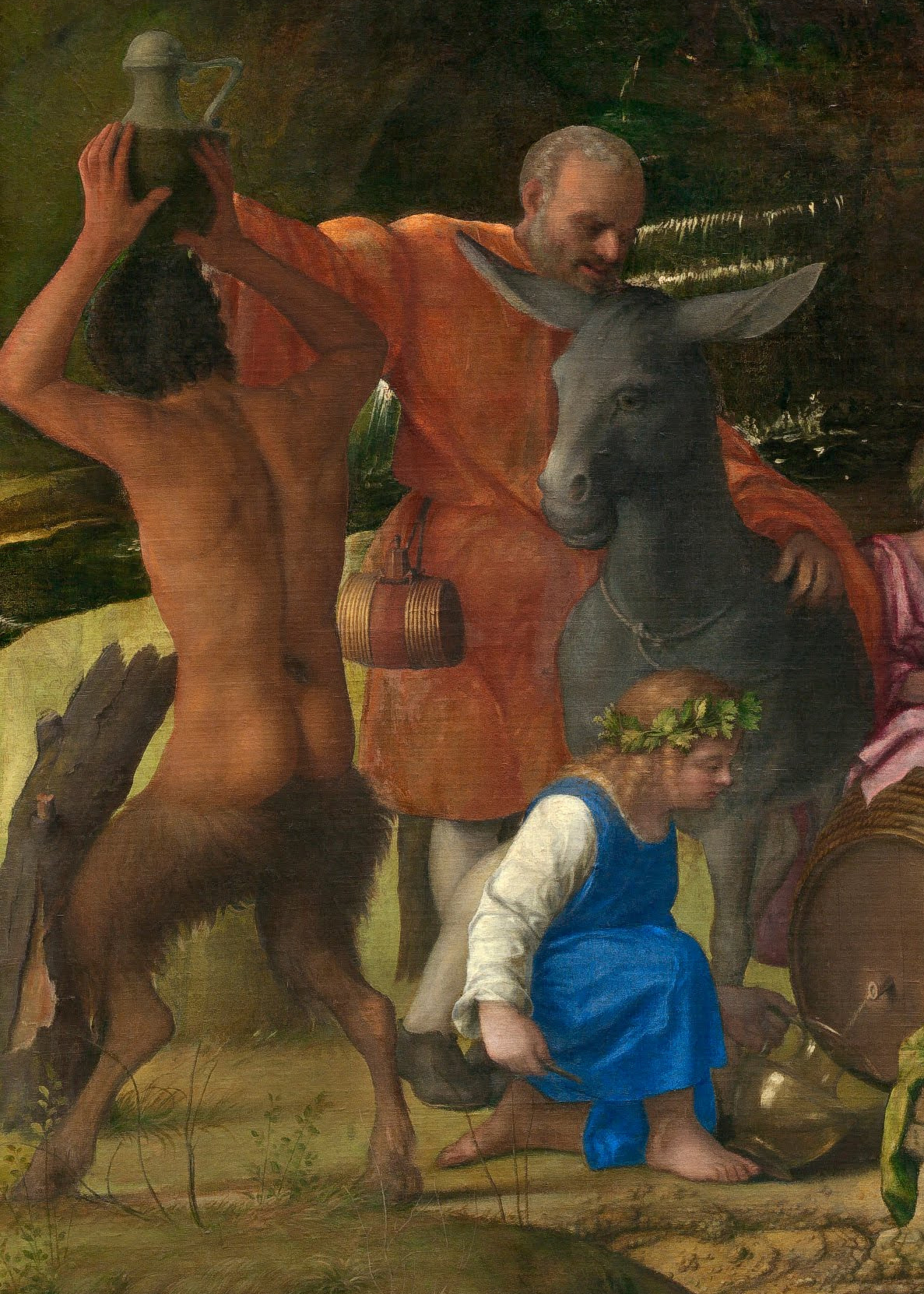
Détail, Silène avec son âne et l'enfant Bacchus.

L'œuvre est atypique de la peinture mythologique de la Renaissance par le traitement réaliste des principales divinités, ce qui peut s'expliquer par le fait que les personnages sont au départ des citoyens ordinaires de Thèbes et par l'inexpérience de Bellini dans les conventions émergentes de l'art mythologique. L'œuvre s'écarte considérablement de ses sujets habituels de scènes religieuses et de portraits, alors que Bellini a plus de 80 ans lorsqu'il la commence. Il est peut-être alors réticent à concurrencer son beau-frère Andrea Mantegna, spécialisé dans les matières classiques. Mais Mantegna est mort en 1506.
En tant que première œuvre réalisée pour le camerino, Bellini détermine de nombreux éléments de style pour le cycle, avec lesquels Titien a dû s'harmoniser dans ses toiles ultérieures. La salle dans son ensemble « constituait une grande nouveauté dans l'imagination européenne », car les peintures « établissaient sous forme visuelle l'image de l'idylle méditerranéenne idéale et mythique, composée de personnages charmants s'amusant dans un paysage magnifique » et « présentaient des personnages de la mythologie classique comme des laïcs engagés dans des poursuites laïques d'amour et de guerre, incarnées dans le nouveau naturalisme réaliste qui venait à peine de se développer... La vie profane est entrée dans le grand art par la porte de derrière comme la représentation des histoires des dieux classiques, auxquels personne ne croyait, mais qui, n'étant pas de vrais dieux, pouvaient être placés dans des situations embarrassantes. Les tableaux du Camerino ont peut-être été l'étape cruciale de cette révolution »,.

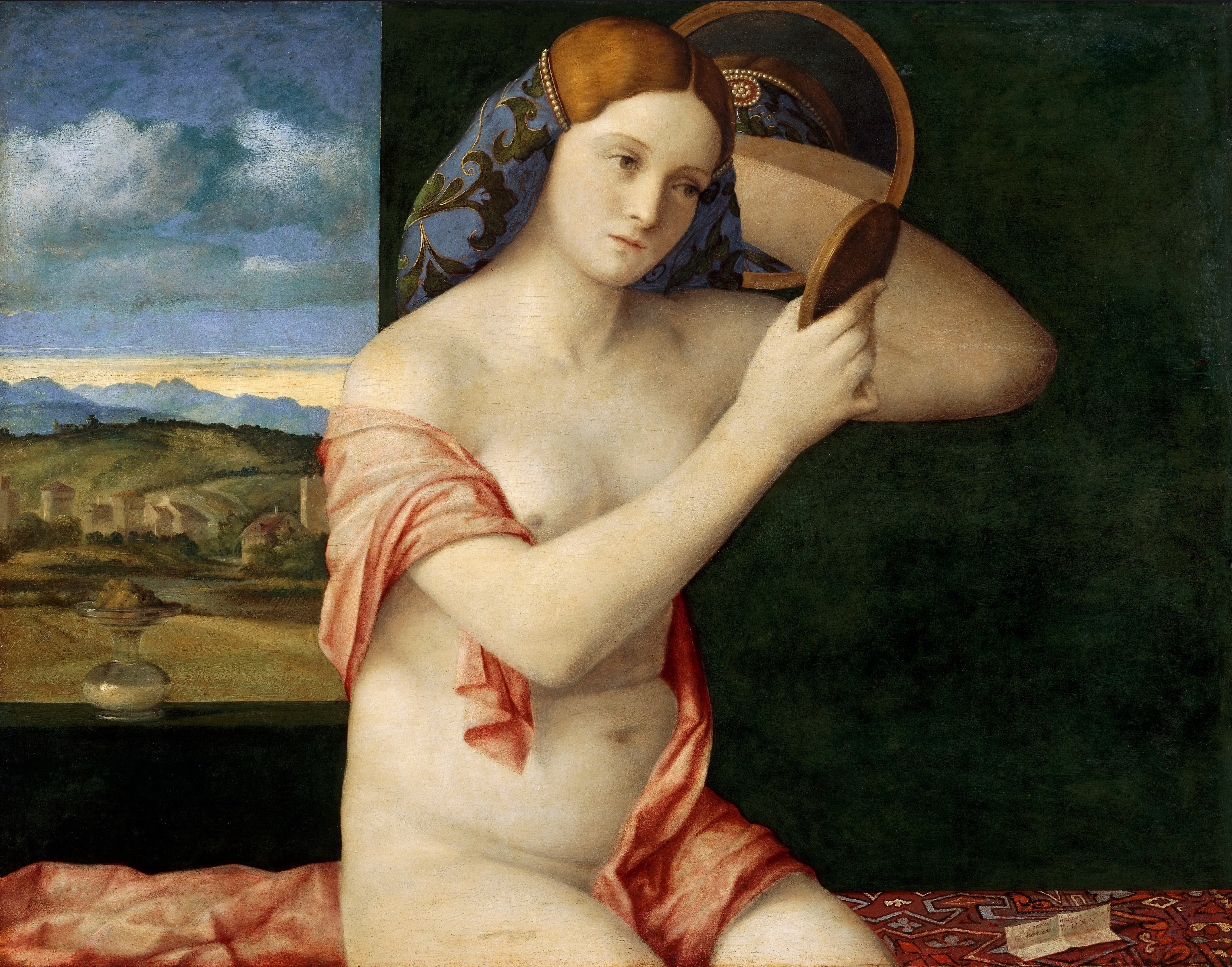
Giovanni Bellini, Jeune Femme nue au miroir, 1515, musée d'Histoire de l'art de Vienne.

La scène devrait avoir un caractère lascif et érotique, mais l'ensemble apparaît un peu rigide et froid, pas tant par manque de qualité, la technique étant parfaite et le raffinement des détails très élevé, mais plutôt en raison d'une approche globale chaste et modérée du thème, typique d'autres œuvres telles que la Jeune Femme nue au miroir.
La tentative de l'artiste d'ajouter des détails plus explicites ne réussit pas à animer ce pique-nique divin, encore moins à le rendre fascinant et érotique : l'écart de culture et de mentalité avec le siècle qui s'approche - avec ses nouvelles étoiles montantes - est évidemment trop grand. En fin de compte, Bellini souhaite créer un ton de conte de fées mythologique calme et archaïque, une caractéristique que même les modifications ultérieures n'ont pas modifiées : à y regarder de plus près, le tableau est imprégné d'une ironie souriante et douce, qui évite de s'attarder sur les détails les plus grossiers de l'histoire du poète latin, pour méditer aimablement sur les divines faiblesses des dieux.
Philipp Fehl avance également une autre hypothèse, à savoir que l'œuvre représente un passage d' Ovidio volgarizzato, une traduction en langue vernaculaire des Métamorphoses (Ovide), publiée par Giovanni de' Buonsignori, plutôt que des Fastes. Dans ce texte, la fête est en réalité une bacchanale, à laquelle participent non pas des dieux mais des hommes ; ce n'est que plus tard que la composition a été modifiée pour l'adapter à l'autre source littéraire : dans la rédaction originale de Bellini, en effet, seuls les satyres et le jeune Bacchus sont manifestement divins, indiquant le développement des mystères bachiques, les autres personnages ne sont pas nécessairement divins.

## Technique
Le tableau a été minutieusement étudié en 1985 et une analyse approfondie des pigments a été entreprise au cours des travaux de nettoyage et de conservation du tableau. Les trois peintres, Bellini, Dosso et Titien, emploient les pigments disponibles à l'époque, comme le bleu outremer naturel, le jaune de plomb et d'étain, la malachite, le vert-de-gris et le vermillon. Le Festin des Dieux est l'un des rares exemples de l'utilisation de l'orpiment et du réalgar dans la peinture à l'huile de la Renaissance en Italie. L'enquête scientifique très détaillée et approfondie sur ce tableau a été rendue accessible à un public plus large sur Internet par WebExhibits et plus récemment par ColourLex.

## Postérité
Le tableau fait partie du musée imaginaire de l'historien français Paul Veyne, qui le décrit dans son ouvrage justement intitulé Mon musée imaginaire. Il relève également des « 105 œuvres décisives de la peinture occidentale » constituant celui de Michel Butor.